# 치실

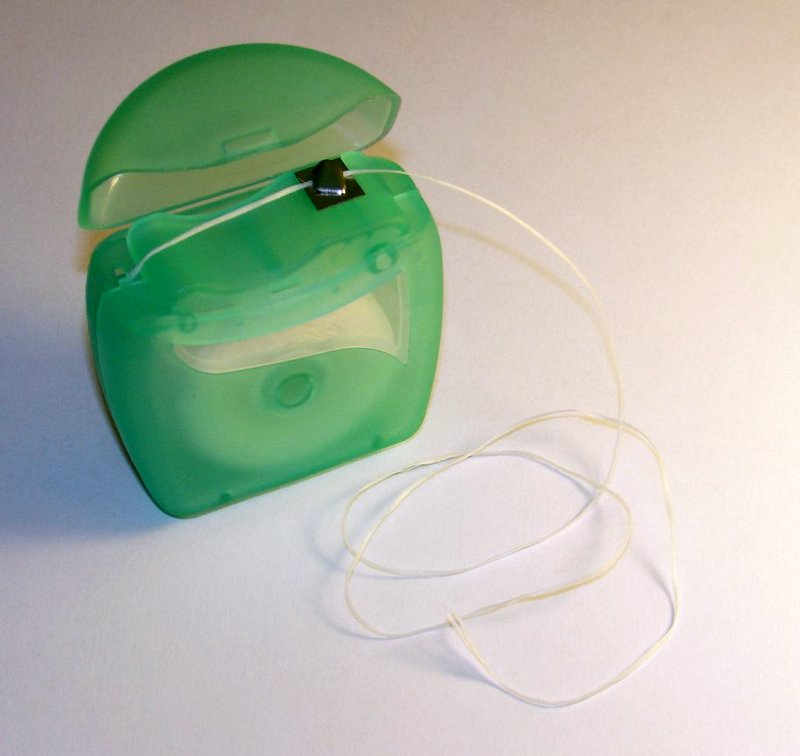
치실

치실(齒-)은 나일론이나 폴리에스테르 등의 섬유 수십 ~ 수백 가닥을 모아 만들어진 이 사이를 청소하기 위한 가는 실이다. 칫솔이 닿지 않는 이 사이의 옆면이나 이 사이 아랫쪽의 잇몸에 붙은 치석을 제거하여 치주 질환이나 충치를 예방하기 위해 만들어졌다.
최초로 치실을 발명한 것은 뉴 올리언즈의 치과 의사 레비 스피어 팜리(Levi Spear Parmly)로 여겨지고 있다. 그는 1815년, 사람들에게 비단 치실로 이를 깨끗하게 할 것을 권고하였다.
치실을 사용한 이의 청소는 칫솔과 함께 사용하면 효과가 높아 칫솔질후 치간칫솔을 추가로 사용하는 것을 권장한다.
치과에서도 치실사용을 권장한다.

## 역사
뉴올리언스의 치과의사인 리바이 스피어 파므리(Levi Spear Parmly, 1790-1859)는 최초의 치실을 발명한 것으로 알려져 있다. 1819년에 그는 "칫솔로 제거할 수 없고 질병의 실제 원인이 되는 자극적인 물질을 제거하기 위해 치아의 틈새, 목과 잇몸 사이를 통해" 밀랍 실크 실을 통과시킬 것을 권장했다. 그는 이것이 구강 관리의 가장 중요한 부분이라고 생각했다. 치실은 코드먼(Codman)과 Shurtleft사가 왁스 처리되지 않은 실크 치실을 생산하기 시작한 1882년까지 상업적으로 이용 가능하지 않았다. 1898년에 존슨앤드존슨은 의사가 실크 스티치에 사용하는 것과 동일한 실크 소재로 만든 치실에 대한 최초의 특허를 받았다.
문학 소설에서 치실 사용에 대한 최초의 묘사 중 하나는 제임스 조이스의 유명한 소설 율리시스 (소설)(1918~1920년 연재)에서 볼 수 있지만, 제2차 세계 대전 이전에는 치실 사용이 저조했다. 전쟁 중에 의사 찰스 C. 베이스(Charles C. Bass)가 나일론 치실을 개발했다. 나일론 치실은 내마모성이 뛰어나고 다양한 길이와 크기로 생산할 수 있기 때문에 실크보다 더 나은 것으로 밝혀졌다.
치실은 1970년대에 미국과 캐나다의 일상적인 개인 치과 관리 루틴의 일부가 되었다.

## 사용
치과 전문가들은 칫솔질 전이나 후에 하루에 한 번 치실을 사용하여 칫솔이 닿지 않는 부분에 닿도록 하고 치약의 불소가 치아 사이에 도달할 수 있도록 권장한다. 치실은 일반적으로 10~100m 길이의 치실이 들어 있는 플라스틱 디스펜서에 공급된다. 사용자는 치실을 약 40cm 정도 뽑은 후 디스펜서의 칼날에 대고 당겨서 잘라낸다. 그런 다음 사용자는 포크 모양의 도구에 치실 조각을 묶거나 치실이 약 1~2cm 노출된 상태에서 양손을 사용하여 손가락 사이에 고정한다. 사용자는 각 치아 쌍 사이에 치실을 넣고 'C' 모양으로 치아 측면에 대해 부드럽게 구부려 잇몸선 아래로 유도한다. 이를 통해 치아 사이에 붙어 있는 음식물 찌꺼기와 잇몸선 아래 치아 표면에 달라붙는 치태를 제거한다.

## 플로스 픽
플로스 픽(floss pick)은 손잡이가 달린 치실이다. 1916년, J.P. De L'eau는 2개의 수직 기둥 사이의 치실 손잡이를 발명하였다. 1935년 F.H. 도너는 Y자 모양의 기구를 발명하였다. 1963년 제임스 B. 커비는 F자형 치실 기구를 발명하였다.

## 같이 보기
- 칫솔